# Bernard Lancy Pinto
Bernard Lancy Pinto (* 20. August 1963 in Vikroli, Bombay) ist ein indischer römisch-katholischer Geistlicher und Bischof von Aurangabad.

## Leben
Bernard Lancy Pinto erwarb zunächst Abschlüsse in Naturwissenschaften und Sozialarbeit. Anschließend studierte er Philosophie und Theologie am St. Pius College und empfing am 29. April 1997 das Sakrament der  Priesterweihe für das Erzbistum Bombay.
Nach der Priesterweihe war er in verschiedenen Gemeinden in der Pfarrseelsorge tätig. Von 2010 bis 2018 war er Dekan in Kurla Denary und seither Pfarrer der Pfarrei St. Michael. Ab 2021 war er zudem Dekan des Dekanats Mumbai-Nord und Präsident der Diözesanpriesterkonferenz. Bereits seit 2013 war er Sekretär der diözesanen Kommission Justitia et Pax.
Papst Franziskus ernannte ihn am 30. Dezember 2023 zum Koadjutorbischof von Aurangabad. Am 17. Februar des folgenden Jahres nahm der Papst den Rücktritt des Bischofs von Aurangabad, Ambrose Rebello, an. Da Bernard Lancy Pinto die Bischofsweihe zu diesem Zeitpunkt noch nicht empfangen hatte, wurde die für Koadjutoren übliche unmittelbare Nachfolge im Amt des Diözesanbischofs zunächst nicht wirksam. Am 6. April 2024 spendete ihm der Erzbischof von Bombay, Oswald Kardinal Gracias, auf dem Gelände der Holy Cross English School Aurangabad die Bischofsweihe.